# Ермаковка (Могилёвская область)
Ермаковка (бел. Ермакоўка) — деревня в Кричевском районе Могилёвской области Белоруссии. Входит в состав Молятичского сельсовета.

## География
Деревня находится в северо-восточной части Могилёвской области, в пределах Оршанско-Могилёвской равнины, к западу от железнодорожной линии Орша — Кричев, на расстоянии примерно 8 километров (по прямой) к северо-западу от Кричева, административного центра района. Абсолютная высота — 166 метров над уровнем моря.

## История
Согласно «Списку населенных мест Могилёвской губернии» 1910 года издания населённый пункт входил в состав Ермаковского сельского общества Малятичской волости Чериковского уезда Могилёвской губернии. В деревне имелось 55 дворов и проживало 280 человек (131 мужчина и 149 женщин).

## Население
По данным переписи 2009 года, в деревне проживало 54 человека.